# Gauliga Osthannover 1944/45
Die Gauliga Osthannover 1944/45 war die zweite und letzte Spielzeit der Gauliga Osthannover des Fachamtes Fußball. Ursprünglich wurde die diesjährige Gauliga in zwei Gruppen zu sechs, bzw. sieben Mannschaften eingeteilt, deren Sieger den Gaumeister ausspielen sollten. Kriegsbedingt wurde der Spielbetrieb jedoch bereits im Oktober 1944 eingestellt.
Mit der Kapitulation Deutschlands endete auch das Bestehen der Gauliga Osthannover. Mit der Britischen Zonenmeisterschaft gab es in der Nachkriegszeit wieder einen überregionalen Spielbetrieb für Vereine aus Nord- und Nord-Westdeutschland.

## Staffel Nord (abgebrochen)
| Pl. | Verein                      | Sp. | S | U | N | Tore    | Quote | Punkte |
| --- | --------------------------- | --- | - | - | - | ------- | ----- | ------ |
| 1.  | Cuxhavener SV               | 2   | 2 | 0 | 0 | 004:100 | 4,00  | 04:0   |
| 2.  | LSV Stade (N)               | 2   | 1 | 0 | 1 | 006:200 | 3,00  | 02:20  |
| 3.  | Marineschule Wesermünde (N) | 2   | 1 | 0 | 1 | 008:100 | 0,80  | 02:20  |
| 4.  | SC Sparta Bremerhaven       | 2   | 1 | 0 | 1 | 001:400 | 0,25  | 02:20  |
| 5.  | KSG Bremerhaven 93/Leher TS | 1   | 0 | 0 | 1 | 000:000 | 1,00  | 0:20   |
| 6.  | Geestemünder SC             | 1   | 0 | 0 | 1 | 004:600 | 0,67  | 0:20   |

| (N) | Aufsteiger |

## Staffel Süd (abgebrochen)
Das Torverhältnis lässt sich aus den derzeitig zur Verfügung stehenden Quellen nicht rekonstruieren.
| Platz | Verein                          | Spiele        | Punkte        |
| ----- | ------------------------------- | ------------- | ------------- |
| 1.    | RSG Lehrte (N)                  | 2             | 3:1           |
| 2.    | WSG Verden                      | 2             | 2:2           |
| 3.    | Eintracht Lüneburg (N)          | 1             | 1:1           |
| 4.    | Wehrmacht-Sportverein Celle (M) | 0             | 0:0           |
| 5.    | WKG VW Stadt des KdF-Wagens     | 0             | 0:0           |
| 6.    | MSV Lüneburg                    | 1             | 0:2           |
| 7.    | LSV Raubkammer                  | zurückgezogen | zurückgezogen |

| (M) | Titelverteidiger |
| (N) | Aufsteiger       |